# Bill de Blasio
Bill de Blasio, all'anagrafe Warren Wilhelm de Blasio Jr. (New York, 8 maggio 1961), è un politico statunitense, membro del Partito Democratico e sindaco di New York dal 2014 al 2021.

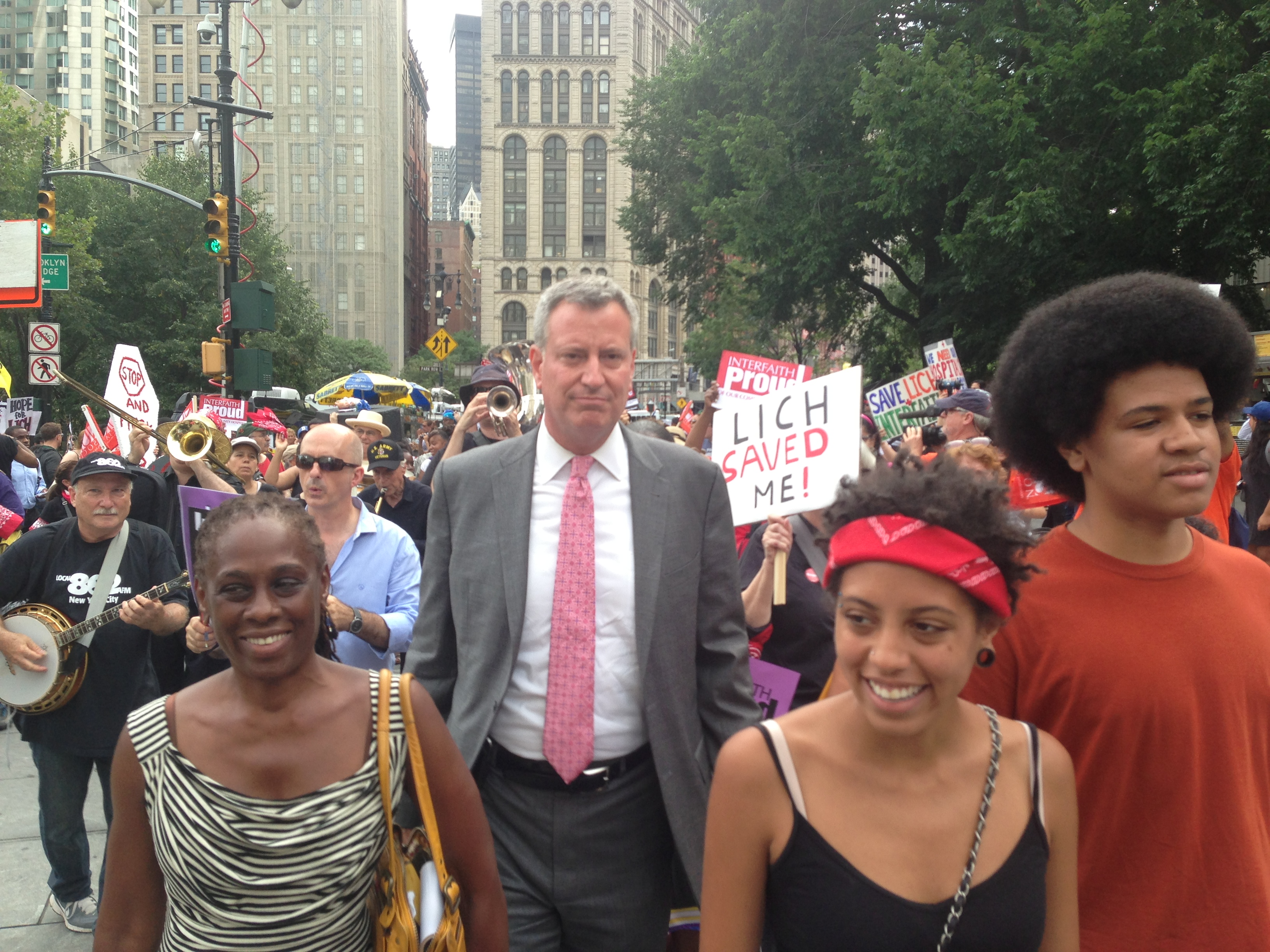
Bill De Blasio con la moglie Chirlane McCray (a sinistra) e i figli Chiara e Dante

De Blasio è nato a Manhattan e cresciuto principalmente a Cambridge, nel Massachusetts. Si è laureato all'Università di New York e alla Columbia University prima di un breve periodo come responsabile della campagna per Charles Rangel e Hillary Clinton. De Blasio ha iniziato la sua carriera come funzionario eletto nel New York City Council, rappresentando il 39º distretto di Brooklyn dal 2002 al 2009. Dopo aver servito un mandato come avvocato pubblico, è stato eletto sindaco di New York nel 2013 e rieletto nel 2017.
Le iniziative politiche di De Blasio hanno incluso una nuova formazione per la riduzione dell'escalation per gli agenti di polizia, la riduzione dei processi per il possesso di cannabis, l'implementazione delle telecamere del corpo della polizia e la fine del programma di sorveglianza post 11 settembre dei residenti musulmani. De Blasio ha richiamato l'attenzione su quella che definisce una forte disuguaglianza economica a New York, che ha descritto come una "storia di due città" durante la sua prima campagna. Ha sostenuto le politiche progressiste in materia di economia della città, pianificazione urbana, istruzione pubblica, rapporti di polizia e privatizzazione.
De Blasio ha corso alle primarie democratiche in vista delle elezioni presidenziali del 2020. Dopo aver registrato numeri bassi nei sondaggi e non essere riuscito a qualificarsi per il terzo round dei dibattiti primari, ha sospeso la sua campagna il 20 settembre 2019 e ha sostenuto Bernie Sanders cinque mesi dopo.

## Biografia
Nasce a Manhattan, distretto della città di New York, da Warren Wilhelm e Maria de Blasio. Il padre, militare dislocato nell'Oceano Pacifico, aveva ascendenze tedesche mentre i nonni materni, Giovanni De Blasio e Anna Briganti, erano italiani: il primo era originario di Sant'Agata de' Goti (provincia di Benevento, dove il cognome è diffuso con la "D" maiuscola), mentre la nonna era nativa di Grassano, in provincia di Matera. Bill è cresciuto a Cambridge, nel Massachusetts, e ha studiato la lingua italiana a Brooklyn.
De Blasio aveva sette anni quando suo padre, alcolizzato e fumatore accanito, andò via di casa creando i presupposti per il successivo divorzio ottenuto circa un anno dopo. Il genitore finì per suicidarsi nel 1979 con un colpo d'arma da fuoco, gesto motivato anche dalle sofferenze causate da un enfisema e dalle metastasi di un tumore ai polmoni.
Nel 1983 cambiò legalmente il suo nome in Warren de Blasio-Wilhelm; dal 1990 in poi si fece chiamare Bill de Blasio, adottando legalmente tale nome nel 2002. Ottiene il titolo accademico di bachelor of Arts in studi metropolitani all'Università di New York e in seguito consegue un master in Affari internazionali alla Columbia University. Nel 1981 viene premiato con una borsa di studio intitolata al 33º presidente degli Stati Uniti d'America, l'Harry S. Truman Scholarship.

### Carriera
Socialista fin da giovane, De Blasio, tra la fine degli anni ottanta e l'inizio del decennio successivo fu un simpatizzante della lotta dei sandinisti in Nicaragua, combattuti dall'allora presidente statunitense Ronald Reagan.
È stato consigliere nel 1997 del presidente statunitense Bill Clinton e dirigente della campagna elettorale del 2000 di Hillary Clinton per il Senato degli Stati Uniti, risultata vincente. Esponente dell'ala sinistra del Partito Democratico, De Blasio si definisce liberal e progressista e manifesta apertamente la sua ammirazione per il socialismo democratico, al punto da essersi descritto come un "socialdemocratico di tipo europeo" durante un viaggio in Italia. 
Già public advocate di New York, nel 2013 si candida come sindaco di New York impostando la sua campagna elettorale sull'aumento delle tasse per i residenti ricchi in modo da finanziare gli asili nido e il salario minimo. Il 6 novembre viene eletto sindaco, battendo il candidato repubblicano Joseph Lhota con oltre il 73% delle preferenze, vent'anni dopo l'ultimo sindaco democratico della "Grande Mela", David Dinkins. È il quarto sindaco di New York italoamericano dopo Fiorello La Guardia (1934–45), Vincent Impellitteri (1950–53) e Rudolph Giuliani (1994–2001). Con la sua statura di 1,96 m è il più alto sindaco della storia di New York.
Si ricandida come sindaco per le elezioni del 2017 e viene rieletto per un secondo mandato con il 66,5% dei voti battendo la repubblicana Nicole Malliotakis ferma al 27,8%. In vista dell'estate 2021, per rilanciare il turismo nella sua città, ha proposto di offrire il vaccino anti-COVID-19 gratis a tutti i turisti nelle più famose attrazioni di New York .
Come i suoi due immediati predecessori Rudolph Giuliani e Michael Bloomberg, anche De Blasio ha fatto della lotta alla criminalità uno dei suoi punti di forza: a partire dal 2017 il tasso di criminalità riguardante i reati di violenza e di furti è ulteriormente sceso; in particolar modo gli omicidi, calati, secondo il New York Police Department, fino a scendere, al di sotto dei 300 nello stesso 2017 e nel 2018.
Tuttavia, negli ultimi 2 anni del suo mandato, che coincisero con un periodo di pandemia, si registrò un nuovo aumento degli omicidi, superando i 460 nel 2020, e superando i 480 nel 2021.

### Candidatura alle primarie democratiche per le Presidenziali 2020
Il 16 maggio 2019 annuncia con un video di tre minuti la sua candidatura alle primarie democratiche per le elezioni presidenziali del 2020. Tuttavia annuncia il ritiro il 20 settembre 2019, dichiarando: "Non è il mio tempo". Pochi mesi dopo annuncia il suo sostegno alla candidatura del senatore Bernie Sanders, poi ritiratosi dalla corsa presidenziale lasciando campo libero a Joe Biden, quest'ultimo poi eletto presidente nel novembre 2020.

## Vita privata
È sposato dal 1994 con Chirlane McCray, afroamericana, poetessa ed attivista per i diritti della comunità LGBT, che era dichiaratamente omosessuale nel precedente periodo di nubilato. La coppia ha svolto il viaggio di nozze a Cuba nonostante l'embargo imposto al paese. De Blasio e la McCray si sono incontrati mentre lavoravano per l'amministrazione del sindaco Dinkins. Dopo aver vissuto a Park Slope, a Brooklyn, si sono trasferiti a Gracie Mansion, residenza tradizionale dei sindaci di New York. Hanno due figli: Dante, diplomato alla Brooklyn Technical High School e studente all'Università Yale, e Chiara, studentessa all'università Santa Clara in California.
Ama trascorrere le vacanze in Italia e conosce parzialmente l'italiano, lingua che utilizza a volte in interviste, conferenze stampa e discorsi. È inoltre un tifoso del Napoli.